# Fosfomicina
La fosfomicina (INN), es un antibiótico de amplio espectro, sintetizado por algunas especies de  Streptomyces.
Fue originalmente descubierto por la microbióloga española Sagrario Mochales conjuntamente con otros once científicos, en el marco de la colaboración de la Compañía Española de Penicilina y Antibióticos y la estadounidense Merck Research, fruto de cuya investigación fue patentado.

## Mecanismo de acción
La fosfomicina actúa inhibiendo la síntesis de la pared celular bacteriana. Inhibe o inactiva la enzima UDP-N-acetilglucosamina-3-0-enolpiruvil transferasa (MurA). Esta enzima bacteriana cataliza uno de los pasos primordiales (reacción limitante) en la biosínteisis de peptidoglicano, específicamente la unión del fosfoenolpiruvato (PEP) al grupo hidroxilo 3' de la UDP-N-acetilglucosamina. El PEP provee un punto de ligamiento que une a la porción proteica con el glicano en la formación del peptido-glicano. La fosfomicina es análoga estructural del PEP, de manera que inhibe la acción del MurA por alquilación del sitio activo que es un residuo de cisteína correspondiente al Cys 115 de la enzima en la bacteria Escherichia coli. La fosfomicina penetra la pared bacteriana por medio de un transportador tipo glicerofosfato.

## Uso clínico
La fosfomicina se indica en el tratamiento de infecciones urinarias, por lo general en una sola dosis oral.
Se han propuesto otros usos para la fosfomicina. El problema global del avance de la resistencia bacteriana ha renovado el interés por su uso. Fosfomicina tiene una excelente actividad sinérgica con otros antibióticos. Cuando se administra por vía intravenosa en infusión continua, se recomienda una dosis de carga de 8 gramos seguida de 16-24 gramos en infusión continua, en pacientes con función renal normal.

## Efectos adversos
La fosfomicina es un medicamento bien tolerado y tiene una baja incidencia de reacciones adversas. Sin embargo, es frecuente la aparición de especies resistentes a la fosfomicina, por lo que hace que sea un antibiótico que pierde efectividad en casos que requieran tratamientos prolongados o en infecciones severas.
Las reacciones adversas más reportadas con el uso de la fosfomicina incluyen:
- Náusea y vómitos
- Diarrea, a menudo por supresión de la flora bacteriana en el tracto digestivo, lo que puede conllevar a una seria sobreinfección con la bacteria Clostridium difficile
- Dolor abdominal
- Infecciones por hongos incluyendo la Candidiasis que puede afectar a la boca, lengua, vagina y pene.

## Resistencia
Ciertas mutaciones inactivan al transportador glicerofosfato no esencial y tornan a la bacteria resistente a la acción de la fosfomicina. La fosfomicina es capaz de actuar sinérgicamente con muchos otros antibióticos, reduciendo así las concentraciones inhibitorias mínimas.

### Enzimas de resistencia a la fosfomicina
Las enzimas que le confieren resistencia bacteriana contra la fosfomicina han sido identificadas y se ha demostrado que son codificadas tanto por cromosomas como por plásmidos.

#### Sistema de enzimas Glioxalasa
Tres enzimas relacionadas pero distintos en su mecánica confieren resistencia a la fosfomicina (conocidas como FOSA, FosB y FosX). Funcionan por ataque nucleofílico sobre el carbono 1 de la fosfomicina. Esto abre el anillo epóxido y hace que el medicamento pierda eficacia. Las enzimas se diferencian por la identidad del nucleófilo utilizado en la reacción: Glutatión en el caso del FOSA, cisteína para la FosB, y agua para FosX.

#### FosC
La enzima Fosc utiliza ATP y le añade un grupo fosfato a la fosfomicina, alterando así sus propiedades y haciendo que el medicamento no sea efectivo.